# 歷朝釋氏資鑑
《歷朝釋氏資鑑》，熙仲著，成書於元代至元三年，共12卷，為一部佛教編年史。
《歷朝釋氏資鑑》記載上自釋迦如來入涅槃，下至至元二年，共計2285年。卷首云：「三界之中，惟佛至尊。法演西乾，教流東震。玉軸金文（指佛經），人人諷誦，廣利眾生。聊纂斯文，明佛祖之垂慈，彰王臣之皈仰。結為歷朝釋氏資鑑」。

## 外部連結
- 曹仕邦：〈愛國僧人釋熙仲和他的佛教編年史《釋氏資鑑》 （页面存档备份，存于）〉。